# In Utero (album)
| Recensione           | Giudizio       |
| -------------------- | -------------- |
| AllMusic             |                |
| Entertainment Weekly | B+             |
| Los Angeles Times    |                |
| NME                  |                |
| Ondarock             | Pietra miliare |
| Piero Scaruffi       | 7/10           |
| Rolling Stone        |                |

In Utero è il terzo album in studio del gruppo musicale statunitense Nirvana, pubblicato il 21 settembre 1993 dalla Geffen.
La rivista Rolling Stone ha inserito l'album al 439º posto della sua lista dei 500 migliori album, mentre Kerrang! lo ha inserito al primo posto nella sua lista dei 100 Albums You Must Hear Before You Die.

## Antefatti
(Dave Grohl, 2021)
I Nirvana debuttarono nel mainstream musicale con il secondo album di studio Nevermind pubblicato dalla Geffen Records nel 1991. Nonostante l'etichetta avesse previsto una modesta stima di 50 000 copie vendute, Nevermind divenne un enorme successo commerciale, vendendo milioni di copie e contribuendo a far diventare popolare il grunge di Seattle e il rock alternativo in generale. Tuttavia, i tre membri del gruppo – il cantante e chitarrista Kurt Cobain, il bassista Krist Novoselic e il batterista Dave Grohl – successivamente si espressero insoddisfatti del suono dell'album, menzionando tra i difetti la produzione di Butch Vig troppo raffinata. All'inizio del 1992, Cobain ha dichiarato a Rolling Stone di essere sicuro del fatto che il loro prossimo album avrebbe mostrato «entrambi gli estremi» del suono, dicendo che «sarebbe stato più grezzo in alcuni brani e più caramellato in altri. Non sarebbe stato unidimensionale [come Nevermind].» Cobain ebbe l'intenzione di iniziare a lavorare sull'album nell'estate del 1992. Tuttavia, il gruppo fu impossibilitato dal momento che Cobain e gli altri membri del gruppo vivevano in città differenti. Inoltre, Cobain e la moglie Courtney Love erano in attesa di loro figlia, Frances Bean. I discografici sperarono in un nuovo album per la fine del 1992, ma dato che il lavoro sull'album procedeva lentamente, l'etichetta pubblicò la compilation Incesticide nel dicembre del 1992.
In un'intervista concessa a Melody Maker nel luglio del 1992, Cobain dichiarò al giornalista britannico Everett True di essere interessato nel registrare con Jack Endino (produttore del loro album di debutto Bleach del 1989) e Steve Albini (fondatore, nonché frontman del gruppo noise rock Big Black e affermato produttore di varie pubblicazioni di musica indipendente). Cobain affermò di voler poi scegliere il materiale migliore tratto dalle sessioni di registrazione da includere nel loro prossimo album studio. Nell'ottobre del 1992 i Nirvana registrarono una serie di brani (perlopiù strumentali) durante una demo session con Endino a Seattle; molte di queste canzoni furono successivamente ri-registrate per In Utero. Endino ha ricordato che il gruppo non gli chiese di produrre il loro album, ma ha notato che discutevano costantemente sul fatto di collaborare con Albini. Il terzetto registrò altri demo durante il tour in Brasile nel gennaio del 1993. Una delle tracce tratte da questa sessione, la lunga improvvisazione Gallons of Rubbing Alcohol Flow Through the Strip, fu inclusa come traccia fantasma nelle copie di In Utero destinate al mercato non statunitense.
Infine, i Nirvana presero la decisione di collaborare con Steve Albini per registrare il loro terzo album. Nella scena musicale indipendente statunitense, Albini aveva una reputazione di individuo scrupoloso e supponente. Nel 1993, Cobain ha dichiarato a Request di voler collaborare con lui perché è stato il produttore di due dei suoi album preferiti: Surfer Rosa dei Pixies e Pod dei Breeders (entrambi gruppi in cui ha militato Kim Deal). Ispirato da questi album, Cobain era deciso a voler utilizzare la tecnica di Albini nel catturare la naturale acustica dell'ambiente chiuso dello studio, attraverso il posizionamento di diversi microfoni, metodi che i precedenti produttori si rifiutarono di adottare. Mesi prima che la band avesse anche solo contattato Albini cominciarono a circolare voci sul fatto che Albini avesse in programma di produrre l'album. Albini inviò alla stampa britannica una dichiarazione in cui affermava di non essere coinvolto in questo progetto, solo per poi ricevere qualche giorno dopo una telefonata dall'agente dei Nirvana che gli chiese di lavorare con loro. Pur considerando i Nirvana come "i R.E.M. con un Fuzzbox" e "una versione insignificante del suono di Seattle", Albini ha poi confessato al biografo dei Nirvana Michael Azerrad di aver accettato perché si sentiva dispiaciuto per i membri della band, a suo dire "lo stesso tipo di persone che fanno parte di quelle band di ragazzini con cui ho a che fare", alla mercé della loro casa discografica. Prima di iniziare le sessioni di registrazione, la band ha inviato ad Albini un nastro di demo registrate durante il tour in Brasile. In risposta, Albini ha inviato a Cobain una copia dell'album di PJ Harvey da lui prodotto nel dicembre del 1992 Rid of Me per dargli un'idea dell'acustica dello studio in cui avrebbero dovuto registrare.
Nel 2013, in occasione del ventennale dell'album, all'interno dell'edizione in boxset della ristampa del disco viene inclusa la lettera che Steve Albini scrisse alla band prima di iniziare le registrazioni, lettera che rappresenta una sorta di dichiarazione di intenti del produttore.

## Grafica e titolo
Kurt Cobain, originariamente, aveva intenzione di intitolare l'album I Hate Myself and I Want to Die (Odio me stesso e voglio morire) frase tratta dal suo diario del 1992. In quel periodo Cobain era solito utilizzare la frase come risposta ogni qualvolta gli veniva chiesto come stava. Cobain intendeva il titolo come uno scherzo; ha dichiarato di essere "stanco di prendere il gruppo sul serio e che tutti gli altri lo prendano sul serio". Novoselic convinse Cobain a cambiare il titolo per il timore di scatenare possibili controversie legali. Successivamente il gruppo prese in considerazione il titolo Verse Chorus Verse (titolo preso dall'omonima canzone, nonché titolo originario del brano poi conosciuto come Sappy) prima di trovare quello definitivo In Utero, tratto da una poesia scritta da Courtney Love.
L'art director dell'album, nonché curatore grafico di tutte le pubblicazioni dei Nirvana con la Geffen Records, è stato Robert Fisher. La maggior parte delle idee per l'artwork di In Utero e dei relativi singoli furono di Cobain. Da quanto riportato da Fisher emerge che Cobain gli avrebbe suggerito solo qualche vago abbozzo da elaborare dicendogli "Fanne qualcosa". La copertina frontale dell'album raffigura un manichino trasparente dalle fedeli fattezze anatomiche sovrapposto a delle ali d'angelo. Cobain ha realizzato anche il collage che costituisce il retro della copertina, da lui descritto come "Sesso e donna e In Utero e vagine e nascita e morte" ("Sex and woman and In Utero and vaginas and birth and death"). L'opera rappresenta modellini di feti umani e di altre parti anatomiche distesi su un letto di orchidee e gigli. Il collage è stato creato sul pavimento del salotto dell'abitazione di Cobain e fu fotografato da Charles Peterson dopo che Cobain lo ha inaspettatamente chiamato per avvertirlo. Successivamente furono aggiunti, intorno al perimetro del collage, i titoli dei brani dell'album e le illustrazioni dei simboli tratti dal libro The Woman's Dictionary of Symbols and Sacred Objects della scrittrice femminista Barbara G. Walker.

## Tracce
Testi e musiche di Kurt Cobain, eccetto dove indicato.
1. Serve the Servants – 3:36
2. Scentless Apprentice – 3:48 (Kurt Cobain, Dave Grohl, Krist Novoselic)
3. Heart-Shaped Box – 4:41
4. Rape Me – 2:50
5. Frances Farmer Will Have Her Revenge on Seattle – 4:09
6. Dumb – 2:23
7. Very Ape – 1:56
8. Milk It – 3:55
9. Pennyroyal Tea – 3:37
10. Radio Friendly Unit Shifter – 4:51
11. Tourette's – 1:35
12. All Apologies – 3:51
13. Gallons of Rubbing Alcohol Flow Through the Strip – 7:33 (Kurt Cobain, Dave Grohl, Krist Novoselic) – traccia fantasma[52]

## Edizione 20º anniversario

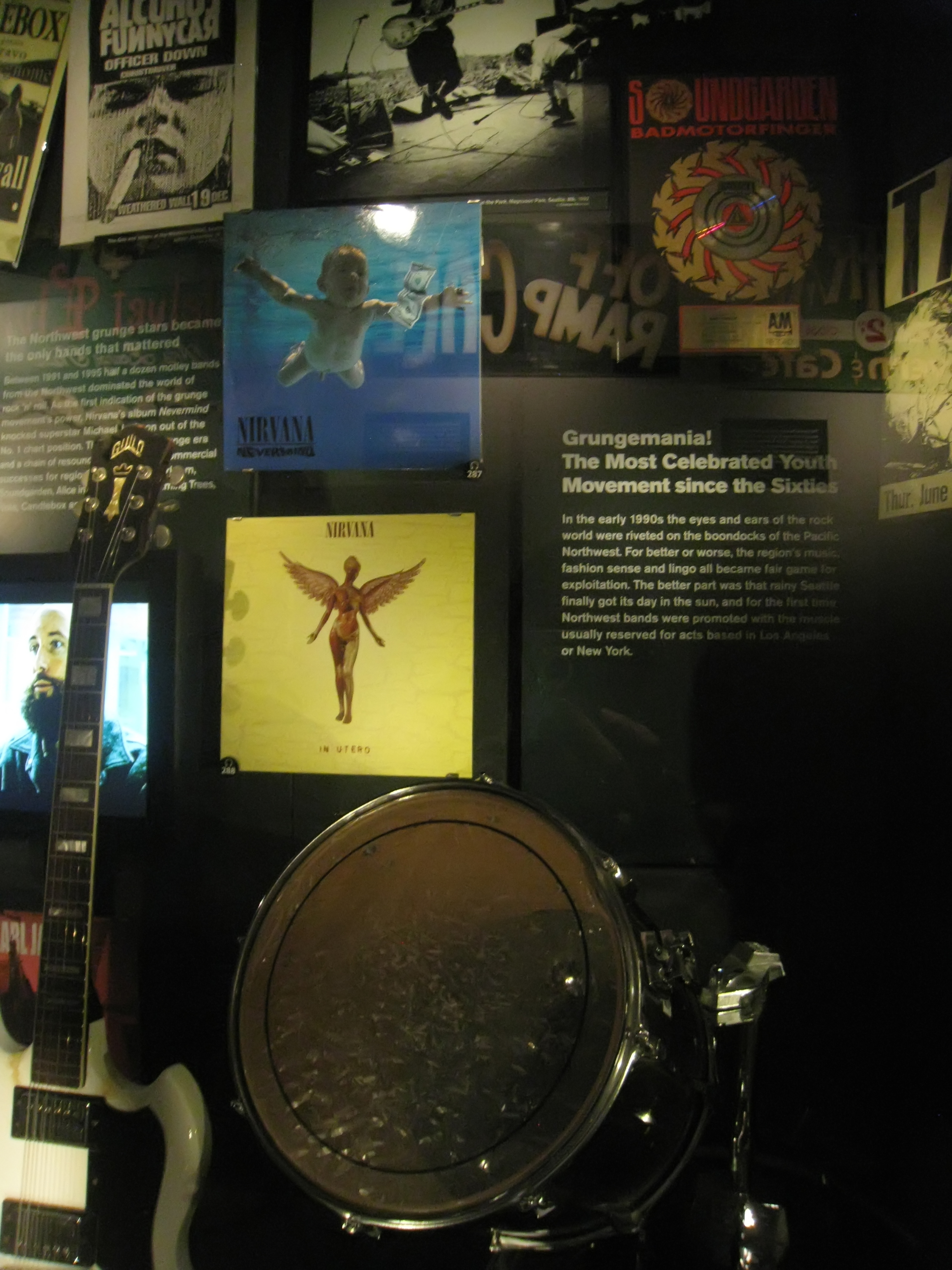
Il vinile di In Utero esposto insieme a quello di Nevermind all'Experience Music Project di Seattle.

In occasione del ventesimo anniversario della pubblicazione dell'album, il 24 settembre 2013 esce In Utero - 20th Anniversary Edition, disponibile in due formati:
- Deluxe Edition: 2 CD; il primo è il disco originale rimasterizzato con l'aggiunta di ulteriori tracce bonus, mentre il secondo contiene ulteriori demo e mix delle canzoni di allora.
- Super Deluxe Box-set Edition: 3 CD + 1 DVD; i primi due dischi sono gli stessi della precedente versione, ma il terzo contiene il concerto tenuto dal gruppo al Central Waterfront di Seattle il 13 dicembre del 1993; oltre ai dischi audio è contenuto anche un DVD dello stesso concerto col titolo di Live and Loud, ma con ulteriori contenuti extra, tra cui il video musicale di Heart-Shaped Box. Il DVD uscì poi separatamente, col suddetto titolo.

### Deluxe Edition
CD1 (Album originale con tracce bonus)
1. Serve the Servants – 3:36
2. Scentless Apprentice (Cobain, Dave Grohl, Krist Novoselic) – 3:48
3. Heart-Shaped Box – 4:41
4. Rape Me – 2:50
5. Frances Farmer Will Have Her Revenge on Seattle – 4:09
6. Dumb – 2:32
7. Very Ape – 1:56
8. Milk It – 3:55
9. Pennyroyal Tea – 3:37
10. Radio Friendly Unit Shifter – 4:51
11. Tourette's – 1:35
12. All Apologies – 3:51
13. Gallons of Rubbing Alcohol Flow Through the Strip (Cobain, Grohl, Novoselic) – 7:28
14. Marigold (b-side di Heart Shaped Box) (Grohl) – 2:34
15. Moist Vagina (b-side di All Apologies) (2013 mix) – 3:33
16. Sappy (2013 mix) – 3:28
17. I Hate Myself and Want to Die (2013 mix) – 2:59
18. Pennyroyal Tea (Litt 1993 mix) – 3:36
19. Heart-Shaped Box (Albini 1993 mix) – 4:42
20. All Apologies (Albini 1993 mix) – 3:58

CD2 (Remix)
1. Serve the Servants (2013 mix) – 3:36
2. Scentless Apprentice (2013 mix) – 3:49
3. Heart-Shaped Box (2013 mix) – 4:41
4. Rape Me (2013 mix) – 2:49
5. Frances Farmer Will Have Her Revenge on Seattle (2013 mix) – 4:12
6. Dumb (2013 mix) – 2:32
7. Very Ape (2013 mix) – 1:57
8. Milk It (2013 mix) – 3:56
9. Pennyroyal Tea (2013 mix) – 3:32
10. Radio Friendly Unit Shifter (2013 mix) – 4:51
11. Tourette's (2013 mix) – 1:35
12. All Apologies (2013 mix) – 3:55
13. Scentless Apprentice (Rio demo) (Cobain, Grohl, Novoselic) – 3:54
14. Frances Farmer Will Have Her Revenge on Seattle (Laundry Room demo) – 4:33
15. Dumb (Word of Mouth demo) – 2:39
16. Very Ape (Rio demo, instrumental) – 2:21
17. Pennyroyal Tea (Word of Mouth demo) – 3:31
18. Radio Friendly Unit Shifter (Word of Mouth demo) – 2:40
19. Tourette's (Word of Mouth demo) – 2:14
20. Marigold (Upland Studios demo) (Grohl) – 3:25
21. All Apologies (Music Source demo) – 4:25
22. Forgotten Tune (Rehearsal) – 2:04
23. Jam (Word of Mouth demo) (Cobain, Grohl, Novoselic) – 5:44

### Deluxe Box-set Edition
CD3/DVD (Live and Loud - Live at Pier 48, Seattle – 12/13/93)
1. Radio Friendly Unit Shifter
2. Drain You
3. Breed
4. Serve the Servants
5. Rape Me
6. Sliver
7. Pennyroyal Tea
8. Scentless Apprentice (Cobain, Grohl, Novoselic)
9. All Apologies
10. Heart-Shaped Box
11. Blew
12. The Man Who Sold the World (David Bowie)
13. School
14. Come as You Are
15. Lithium
16. About a Girl
17. Endless, Nameless (Cobain, Grohl, Novoselic)

Extra (solo nel DVD)
- Live & Loud rehearsal (12 dicembre 1993)

1. Very Ape
2. Radio Friendly Unit Shifter
3. Rape Me
4. Pennyroyal Tea

- Heart-Shaped Box (Video musicale)
- Live al Nulle Part Ailleurs di Parigi (2 aprile 1994)

1. Rape Me
2. Pennyroyal Tea
3. Drain You

- Serve the Servants (Live da Tunnel)
- Live a Monaco (1º marzo 1994)

1. Radio Friendly Unit Shifter
2. My Best Friend's Girl (Ric Ocasek)
3. Drain You

## Formazione
Gruppo
- Kurt Cobain – voce, chitarra, basso
- Krist Novoselic – basso
- Dave Grohl – batteria

Altri musicisti
- Kera Schaley – violoncello

Produzione
- Steve Albini – ingegnere del suono
- Adam Kasper – assistente ingegnere del suono
- Scott Litt - mix sonori
- Bob Weston – tecnico
- Bob Ludwig – mastering
- Kurt Cobain, Robert Fisher – direzione artistica, design, fotografia
- Alex Grey – illustrazioni
- Michael Lavine, Karen Mason, Charles Peterson, Neil Wallace – fotografia

## Classifiche

### Classifiche settimanali
| Classifica (1993-2021) | Posizione massima |
| ---------------------- | ----------------- |
| Australia              | 2                 |
| Austria                | 8                 |
| Belgio (Fiandre)       | 27                |
| Belgio (Vallonia)      | 21                |
| Canada                 | 3                 |
| Finlandia              | 6                 |
| Francia                | 2                 |
| Germania               | 14                |
| Grecia                 | 1                 |
| Italia                 | 14                |
| Norvegia               | 7                 |
| Nuova Zelanda          | 3                 |
| Paesi Bassi            | 4                 |
| Portogallo             | 8                 |
| Regno Unito            | 1                 |
| Spagna                 | 13                |
| Stati Uniti            | 1                 |
| Svezia                 | 1                 |
| Svizzera               | 16                |
| Ungheria               | 40                |

### Classifiche di fine anno
| Classifica (1993) | Posizione |
| ----------------- | --------- |
| Canada            | 22        |
| Francia           | 16        |
| Italia            | 69        |
| Nuova Zelanda     | 38        |
| Regno Unito       | 66        |
| Stati Uniti       | 74        |
| Classifica (1994) | Posizione |
| Canada            | 58        |
| Paesi Bassi       | 93        |
| Stati Uniti       | 33        |
| Classifica (2023) | Posizione |
| Portogallo        | 100       |
| Classifica (2024) | Posizione |
| Portogallo        | 158       |